# Crafts & Meister
A Crafts & Meister (クラフト＆マイスター) japán videójáték-fejlesztő cég, melyet 2004-ben alapított Funamizu Noritaka és Szudo Kacuhiro, a Capcom Production Studio 1 egykori vezérigazgatója, illetve producere.

## A Crafts & Meister videójátékai
- Super Dragon Ball Z — 2005 (társfejlesztő: Arika, kiadó: Bandai) (játékterem, PlayStation 2)
- Mobile Suit Gundam: Quiz monszensi DX — 2006 (kiadó: Banpresto) (PSP)
- Mizuiro Blood — 2006 (kiadó: Namco Bandai Games) (Nintendo DS)
- Code Geass: Lost Colors — 2008 (kiadó: Namco Bandai Games) (PSP)
- Hagane no renkindzsucusi: Fullmetal Alchemist - Jakuszoku no hi e — 2010 (kiadó: Namco Bandai Games) (PSP)
- Star Driver: Kagajaki no Takuto ginga bisónen denszecu — 2011 (kiadó: Namco Bandai Games) (PSP)
- Earth Seeker[3] — 2011 (kiadó: Kadokawa Games) (Wii)
- Gundam Breaker — 2013 (kiadó: Bandai Namco Games) (PS3, PS Vita)
- Musibugjó — 2013 (kiadó: Bandai Namco Games) (Nintendo 3DS)
- CV: Casting Voice — 2014 (kiadó: Bandai Namco Games) (PS3)
- Freshness Zombies — 2014 (kiadó: DeNA) (iOS)
- Gundam Breaker 2 — 2014 (kiadó: Bandai Namco Games) (PS3, PS Vita)
- Simple DL Vol. 37: The kjodzsin hasi — 2014 (kiadó: D3 Publisher) (Nintendo 3DS)
- Mootto osioki: Punching Girl!!! — 2015 (kiadó: Crafts & Meister) (Android)
- Gundam Breaker 3 — 2016 (kiadó: Bandai Namco Entertainment) (PS4, PS Vita)
- New Gundam Breaker — 2018 (kiadó: Bandai Namco Entertainment) (PS4)

### Pacsinkók
- CR bikkuri pacsinko asita no Joe — 2010 (kiadó: Kyoraku Sangyo)
- CR bikkuri pacsinko asita no Joe Max Edition — 2010 (kiadó: Kyoraku Sangyo)
- CR bikkuri pacsinko asita no Joe Light Version — 2010 (kiadó: Kyoraku Sangyo)
- Pachi-slot AKB48 — 2013 (kiadó: Kyoraku Sangyo)